# Чигиль
Чигиль (азерб. Çigil adası; Обливной) — остров в Каспийском море у юго-восточного побережья Азербайджана. Один из островов Бакинского архипелага. До 1991 г. носил название Обливной.

## География
Остров Чигиль расположен в 6,7 км к югу от мыса Бяндован. Площадь острова составляет 0,134 км², длина — 0,54 км, а ширина — 0,3 км.